# Dobrosława Szumiło-Kulczycka
Dobrosława Szumiło-Kulczycka (ur. 3 kwietnia 1974 w Jaworznie) – polska prawniczka, adwokat, zatrudniona na stanowisku profesora Uniwersytetu Jagiellońskiego, kierowniczka Centrum Alternatywnego Rozwiązywania Sporów UJ, specjalistka w zakresie postępowania karnego.  

## Życiorys
W 1998 roku ukończyła studia prawnicze na Wydziale Prawa i Administracji Uniwersytetu Jagiellońskiego. W tym samym roku rozpoczęła aplikację sądową, a po jej ukończeniu i złożeniu egzaminu sędziowskiego podjęła uzupełniającą aplikację adwokacką, którą ukończyła egzaminem adwokackim w roku 2004 i została wpisana na listę adwokatów w Krakowskiej Izbie Adwokackiej. W międzyczasie w 2003 roku obroniła pracę doktorską pt. „Prawo do sądu właściwego w sprawach karnych” przygotowaną pod opieką naukową prof. Stanisława Waltosia. Praca doktorska stała się podstawą późniejszej monografii prawniczej opublikowanej pt. „Prawo administracyjno – karne”. Kolejno  pojęła pracę na stanowisku adiunkta w Katedrze Postępowania Karnego UJ, z którą związana jest do dziś. W latach 2007–2009 przebywała w Max-Planck-Institut für Ausländisches und Internationales Strafrecht we Fryburgu Bryzgowijskim  jako stypendysta Fundacji im. Alexandra von Humboldta. W roku 2013 otrzymała stopień naukowy doktora habilitowanego na Wydziale Prawa i Administracji UJ na podstawie monografii „Czynności operacyjno – rozpoznawcze i ich relacje do procesu karnego”.    

## Działalność naukowa i dydaktyczna
Od roku 2018 jest zatrudniona na stanowisku profesora uczelni. Dorobek naukowy Dobrosławy Szumiło-Kulczyckiej obejmuje ponad 100 pozycji w tym monografie, artykuły w recenzowanych czasopismach naukowych, glosy i sprawozdania. Pełniła także funkcję redaktora naukowego kilku prac zbiorowych. Uczestniczyła krajowych i międzynarodowych programach badawczych w tym jako kierownik. Jej zainteresowania badawcze koncentrują się wokół uprawnień operacyjnych służb policyjnych oraz specjalnych, ich znaczenia dla zapobiegania oraz ścigania przestępstw oraz wpływu na prawa człowieka. Zajmuje się też tematyką prawa do sądu oraz rzetelnej procedury sądowej oraz problematyką alternatywnych wobec typowego procesu metod rozstrzygania konfliktów i rozwiązywania sporów prawnych.   
Jest wykładowcą na Wydziale Prawa i Administracji Uniwersytetu Jagiellońskiego oraz w Krakowskiej Akademii im. A. Frycza Modrzewskiego, prowadzi szkolenia dla aplikantów adwokackich w Krakowskiej Izbie Adwokackiej, a w latach 2013–2019 była także wykładowcą Krajowej Szkoły Sądownictwa i Prokuratury.   

## Pełnione funkcje
Od roku 2013 pełni funkcję Rzecznika Dyscyplinarnego do spraw Nauczycieli Akademickich Uniwersytetu Jagiellońskiego. Jest zastępcą Przewodniczącego Zarządu Komisji Nauk Prawnych Oddziału Polskiej Akademii Nauk w Krakowie (od 2019 roku), członkiem Zarządu Sekcji Polskiej Międzynarodowego Stowarzyszenia Prawa Karnego (AIDP - Association Internationale de Droit Pénal) (od 2021 roku), kierownikiem studiów podyplomowych z zakresu Alternatywnych Metod Rozwiązywania Sporów (od 2015 roku), członkiem komitetu redakcyjnego czasopisma „Palestra”, członkiem Okręgowej Rady Adwokackiej w Krakowie (od 2021 roku), pełniła funkcję eksperta Senackiej Komisji Nadzwyczajnej do spraw wyjaśnienia przypadków nielegalnej inwigilacji, ich wpływu na proces wyborczy w Rzeczypospolitej Polskiej oraz reformy służb specjalnych (w 2023 roku ).  

## Działalność pro publico bono
Występuje jako obrończyni dyrektorki Szkoły Podstawowej w Dobczycach zawieszonej w obowiązkach w konsekwencji wyjścia uczniów na wydarzenie Tour de KonstytucjaPL. Występowała jako obrońca w sprawach osób ściganych za organizację i udział w strajkach kobiet.

## Publikacje
- Szumiło-Kulczycka D. 2004. Prawo administracyjno – karne. Wyd. Zakamycze, Kraków. ISBN 83-73334-07-6
- Szumiło-Kulczycka D. 2012. Czynności operacyjno-rozpoznawcze i ich relacje do procesu karnego. Wyd. LexisNexis. ISBN 9788378064961
- Szumiło-Kulczycka D., Gajda-Rozczynialska K. [red.] 2018. Judicial Mamagement versus Independence of Judiciary. Wyd. Wolters Kluwer. ISBN 978-83-8160-112-2.
- Kozub-Ciembroniewicz K., Szumiło-Kulczycka D. 2022. Czy aborcja naprawdę jest sprawą Konstytucji? Palestra 10/2022: 33-52.